# Psammogorgia anastomosans
Psammogorgia anastomosans is een zachte koraalsoort uit de familie Plexauridae. De koraalsoort komt uit het geslacht Psammogorgia. Psammogorgia anastomosans werd in 1935 voor het eerst wetenschappelijk beschreven door Stiasny. 